# Okřešice
Okřešice település Csehországban, a Třebíči járásban. Okřešice Číhalín, Červená Lhota, Třebíč és Horní Vilémovice településekkel határos. Lakosainak száma 194 fő (2024. január 1.).

## Népesség
A település lakosságának változását az alábbi diagram mutatja:
| Lakosok száma | 178  | 240  | 263  | 182  | 169  | 162  | 184  | 190  | 191  | 194  |
|               | 1869 | 1890 | 1921 | 1950 | 1980 | 2001 | 2017 | 2019 | 2022 | 2024 |